# Montañas Transdanubianas

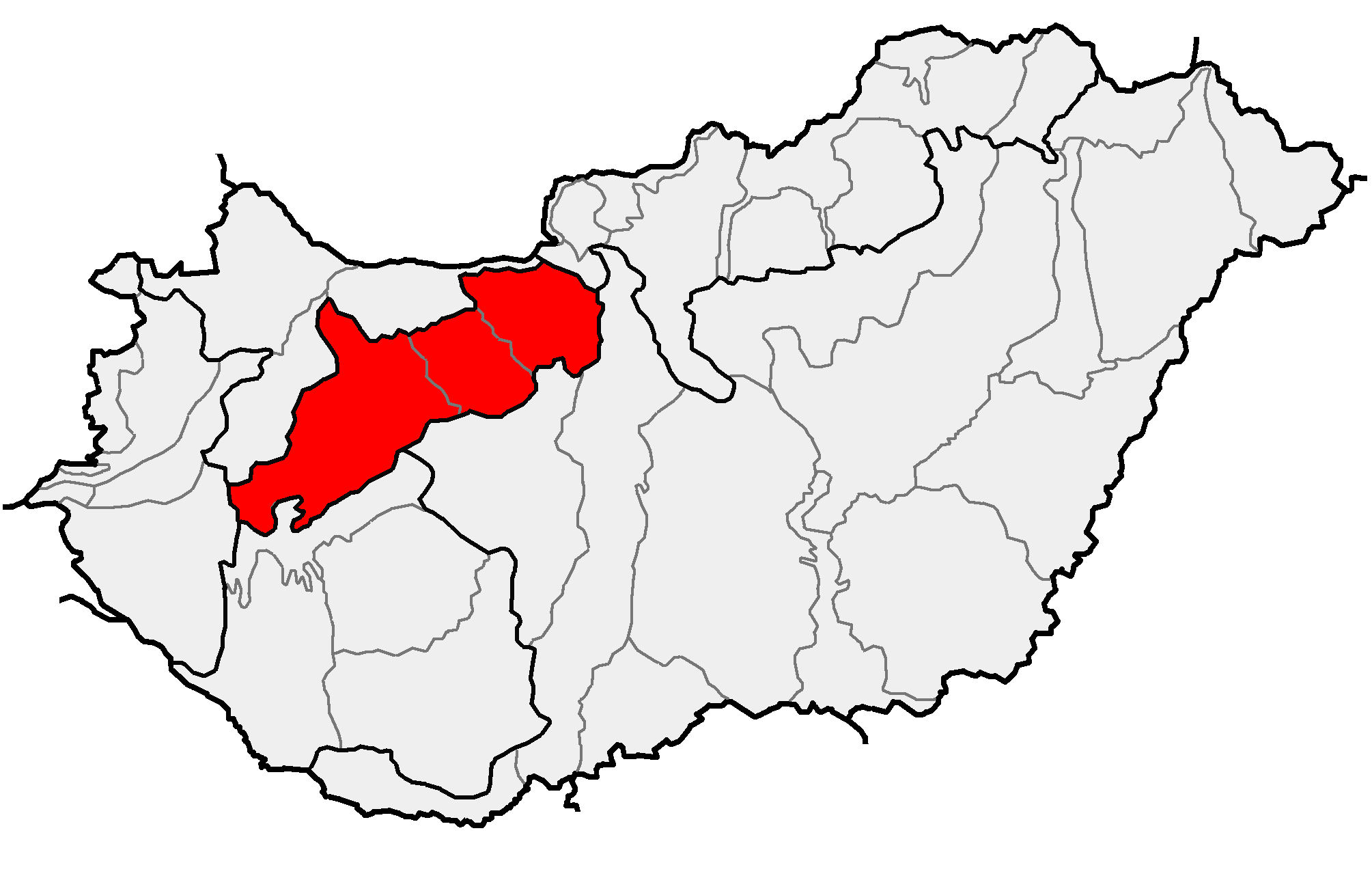
Las montañas Transdanubianas dentro de las subdivisiones físicas de Hungría

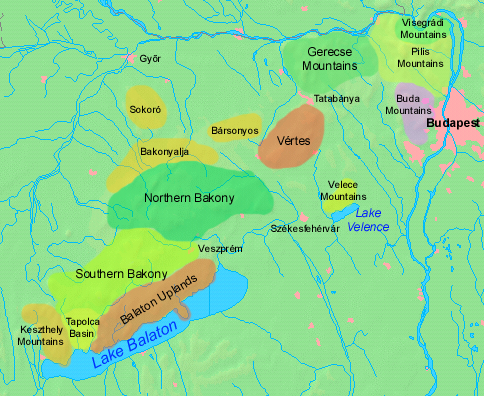
Mapa de las montañas Transdanubianas

Las montañas Transdanubianas (a veces también llamadas Bosque Bakony, Tierras Altas de Dunántúl,  Tierras Altas del Transdanubio, Montañas de Dunántúl, Montañas del Transdanubio, Cordillera Central del Transdanubio, Colinas del Transdanubio, Montañas Medias del Transdanubio, húngaro: Dunántúli-középhegység) son una cadena montañosa de Hungría que cubre unos 7000 km². Su pico más alto es el Pilis, con una altura de 757 m.

## Partes de las montañas
- Bakony
  - Bakony del Sur
  - Bakony del Norte
    - Meseta Keszthely
    - Cuenca Tapolca
    - Tierras Altas de Balaton
      - Bakonyalja
      - Colinas Sokoró
- Montañas Vértes
  - Vértesalja (Bársonyos)
- Colinas  Velence
- Montañas Dunazug
  - Montañas Gerecse
  - Colinas Buda
  - Montañas Pilis

Las montañas Visegrád se consideran a menudo parte de ella por razones geopolíticas, pero geográficamente forman parte de las montañas del Norte de Hungría.

## Galería

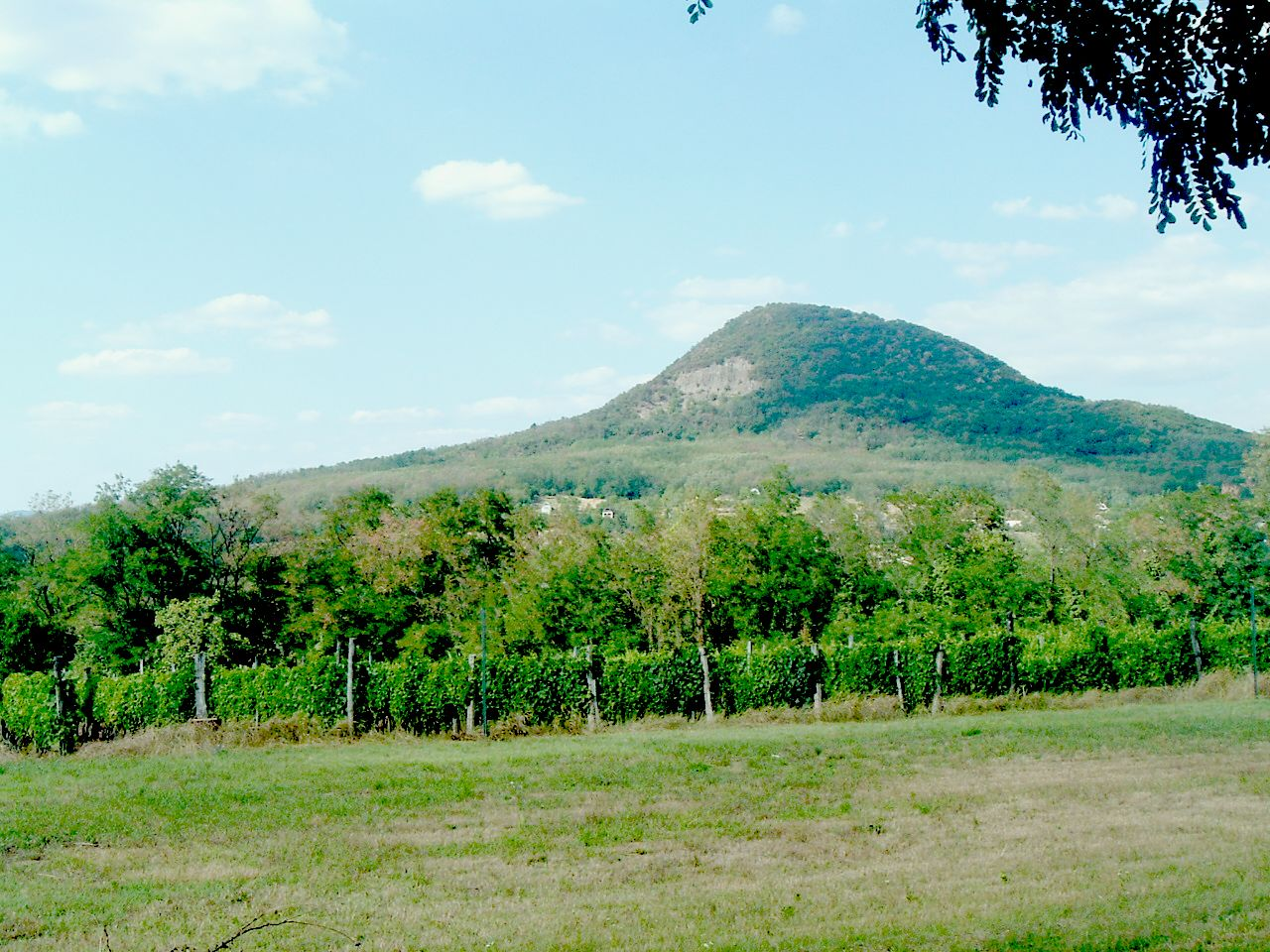
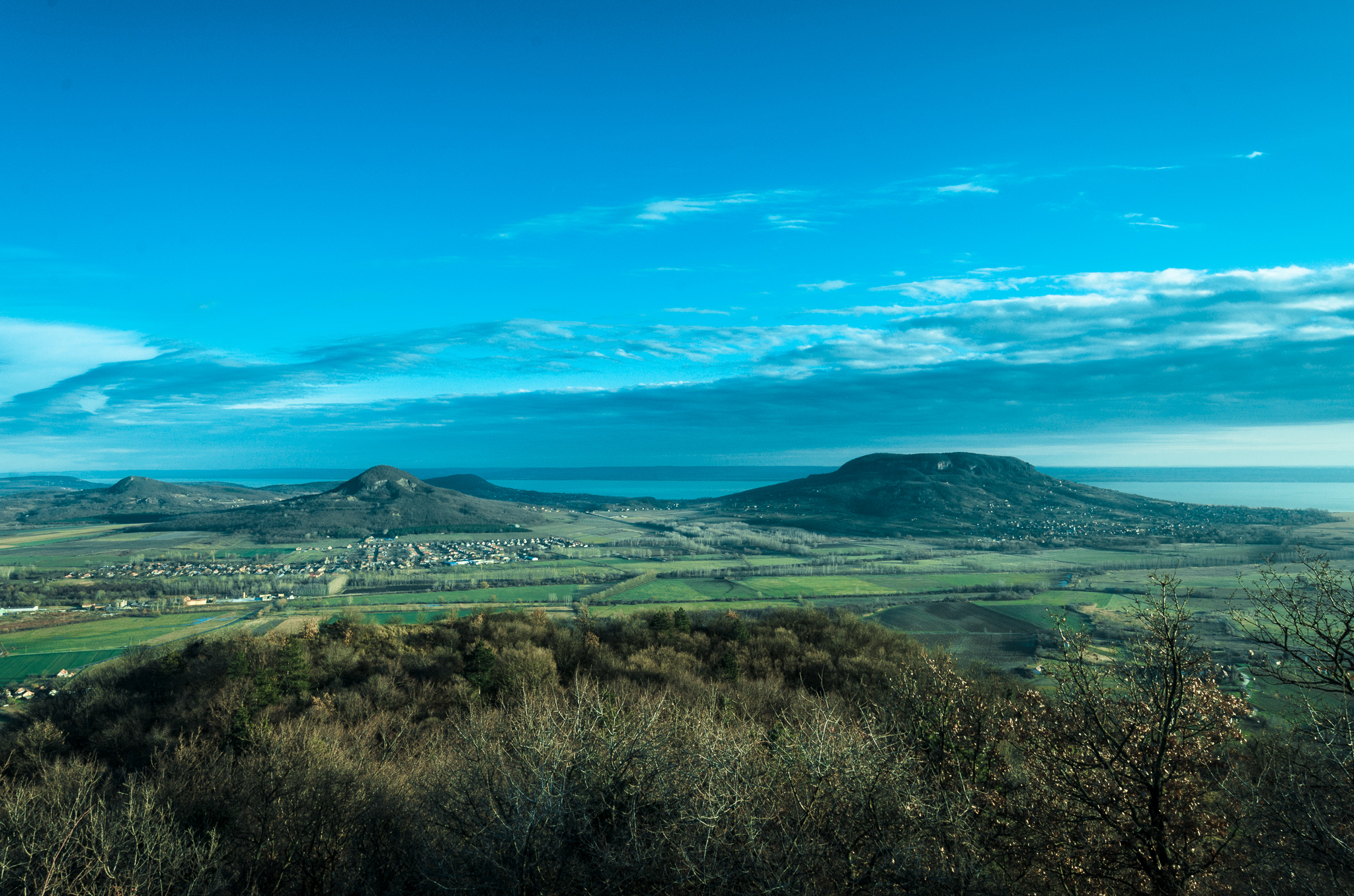
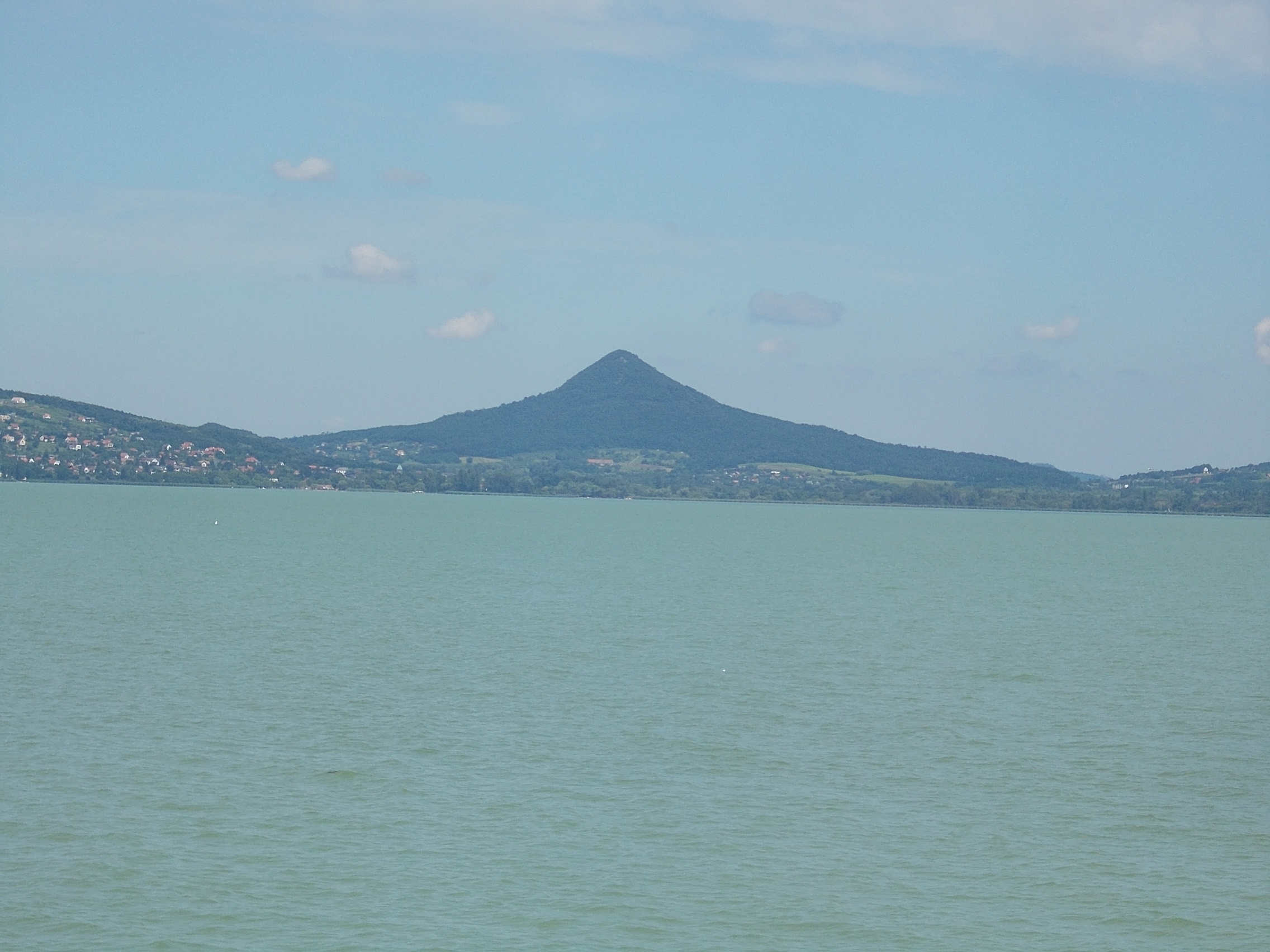
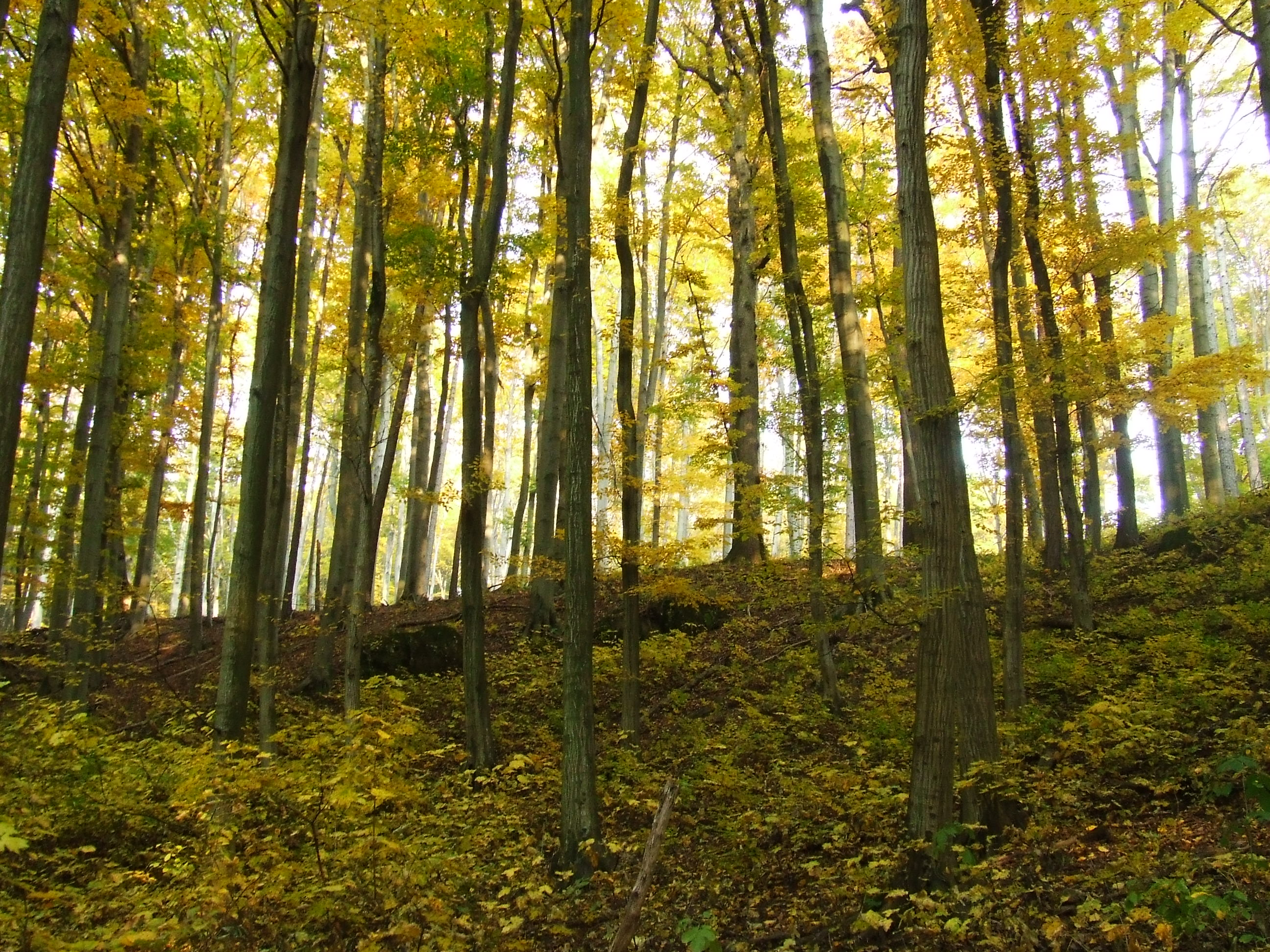